# Stazione di Ponte Santo Stefano
La stazione di Ponte Santo Stefano è una fermata ferroviaria posta sulla linea Messina-Siracusa. Sita in località Santa Margherita, serve anche il centro abitato di Santo Stefano Medio, entrambe frazioni del comune di Messina.

## Storia
La fermata di Ponte Santo Stefano venne istituita a circa 1 km dalla località omonima servita fino al 1951 anche dalla Tranvia Messina-Giampilieri. Vi avevano fermata i treni in servizio locale; nell'orario ferroviario del 1938 risultava la fermata di 9 treni accelerati o leggeri provenienti da Messina Centrale e, in senso inverso, di 4 treni provenienti da Catania e di 3 treni da Taormina-Giardini. L'offerta di servizi giornaliera era ancora disponibile nell'orario ferroviario invernale del 1975. La fermata venne soppressa in seguito alla costruzione del doppio binario tra Messina e Giampilieri.
La fermata di Ponte Santo Stefano venne ricostruita integralmente con caratteristiche del tutto differenti in prossimità dello stesso sito attivata il 14 dicembre 2008.